# Ivan Erazem Tattenbach
Ivan Erazem Tattenbach (nemško Hans Erasmus von Tattenbach), * 3. februar 1631 Gradec † 1. december 1671 Gradec, graščak na Štajerskem in udeleženec v zrinjsko-frankopanski zaroti.

## Rodbina Tattenbach
Nemško plemiško rodbino Tattenbach se v zgodovinskih virih navaja že leta 1290, ko se omenja Oton in leta 1310, ko se omenja Otokar. Koncem 16. stoletja so se Tattenbachi naselili na Spodnjem Štajerskem, kot fevdalci z velikimi posestvi. Tu so imeli več gradov, kot so Konjice, Trebnik, Rače, Podova, Orehova vas, Podčetrtek, Štatenberg, Frajštajn pri Spodnji Polskavi, Sonnenberg in Vidršek nad Lembergom pri Šmarju pri Jelšah. Konjiško gospoščino je leta 1597 za 49.200 goldinarjev kupil Žiga Tattenbach.

## Ivan Erazem Tattenbach
Ivan Erazem grof Tattenbach (verjetno vnuk Žige Tattenbacha) se je leta 1658 poročil z Ano Terezijo Fogacz. Postal je avstrijski dvorni svetovalec. Dve leti po poroki se je seznanil in zaljubil v Ano Katarino Zrinjsko, ta zveza je usodno vplivala na njegovo nadaljnje življenje. Prijateljevanje s hrvaškimi plemiči Zrinjskimi in Frankopani je privedlo do njegovega sodelovanja v  proticesarski zaroti. 
Grof Tattenbach je v zaroto s  Ferencem Nadady, Petrom Zrinjskim, Franjom Krstom Frankopanom  ter F. Wesseliny proti cesarju in ogrskemu kralju Leopoldu I. (1657-1705) vstopil leta 1667, na lovu na hrvaškem gradu Lupšina. Peter Zrinjski mu je bil obljubil, če bo upor uspel, naslov štajerskega vojvode ali lastništvo celjske grofije. Ivan Erazem je v začetku imel več pomislekov, na koncu pa je leta 1668 podpisal prisego o sodelovanju. V uporu naj bi Tattenbach dal na razpolago kmete in rudarje s svojih posestev kot pomožno četo, hkrati pa bi s svojim vplivom k sodelovanju pridobil še del graških meščanov. Priprave na zaroto so trajale skoraj tri leta, medtem pa so na podlagi poročil tattenbachovega nezvestega sluge Baltazarja Riebla na Dunaju že vedeli za uporne plemiče.
Ko je Ivan Erazem Tattenbach prišel v Gradec, so ga tam 21. marca 1670 aretirali.   Zrinjski in Frankopan sta spoznala, da bo upor propadel, zato sta se sama javila na Dunaju, kjer so ju zaprli in 30. aprila 1671 v Dunajskem Novem mestu usmrtili. 
Po aretaciji je bil Ivan Erazem Tattenbach v preiskovalnem zaporu, medtem so mu oblasti že zaplenile celotno nepremično in premično premoženje. V gradu v Konjicah in v dvorcu Trebnik je bilo veliko dragocenosti, ki so jih odpeljali v Gradec, odpeljali so tudi zaloge žita, vina, medu in vse orožje. V času preiskave se je grof napravil norega in igral dojenčka, vendar je zdravnik dokazal, da ni duševno prizadet. 18-članski tajni svet, sestavljen iz plemičev, je Ivana Erazma Tattenbacha spoznal za krivega veleizdaje in je 26. novembra 1671 razglasil razsodbo:
Izguba plemstva in vseh posestev zanj in za njegove potomce, odsekanje desne roke in usmrtitev z mečem v treh udarcih. 
Nečimrnega, nestanovitnega, strahopetnega in pohlepnega, še ne 37 let starega Ivana Erazma Tattenbacha so 1. decembra 1671 obglavili na trgu pred mestno hišo v Gradcu. Njegovo truplo so prepeljali v mursko predmestje in ga pokopali ob cerkvi dominikancev pri sv. Andreju.

Njegov sin Anton (1657-1718) je vstopil v cistercijanski samostan Rein in postal prošt v Straßengelu.